# ガロンチャレンジ
ガロンチャレンジは1時間以内に1ガロン（米国液量ガロンで3.785リットル）の牛乳を、吐きだすことなく飲み干すという肉体的な挑戦のことである。

## 概要
たくさんの変わったルールがあり、正式なルールというものは今のところない。しかし、ガロンチャレンジ財団を含む数多くの団体が、次のようなルールでガロンチャレンジを行っている。
- 1時間以内に1ガロンを完全に飲み干さなければならない。
- もしも吐き出したら、その人は失格となる。
- 通常、飲み物には牛乳が用いられるが、チョコレートシロップ（あるいはそれに相当するようなもの）を1ガロンの牛乳に加えて用意されるチョコレートミルクを選ぶこともできる。（しかしながらそれはより一層飲み干すのが困難になる。）

参加者が飲み干した後少なくとも1時間は吐くことなく牛乳をおなかの中に留めておくように求められると、この挑戦の難しさは劇的に増す。

## 難しさの理由
この挑戦は一見すると大変単純に見えるにもかかわらず、これをやり遂げることはほとんど不可能に近いと考えられている。
極めてまれではあるが、ガロンチャレンジを完全に成し遂げることのできる人もいる。2006年8月12日に地方新聞の記者を含む40人の群衆の面前で開催された第6回ガロンチャレンジ年次大会において、Joseph UbriacoとRaymond Donnellyがガロンチャレンジを完璧に成し遂げた。これに対してほとんどの参加者は1ガロンの牛乳を全部口に入れることすらできなかった。
この挑戦は卵酒のような他の濃厚な飲み物を用いて行われることもある。